# 마리아 아나 폰 외스터라이히 황녀
오스트리아의 마리아 안나(독일어: Maria Anna Josepha von Österreich, 포르투갈어: Maria Ana de Áustria 마리아 아나 데 아우스트리아[*], 1683년 9월 7일 ~ 1754년 8월 14일)는 포르투갈 국왕 주앙 5세의 왕비이다.

## 생애
신성 로마 제국 황제 레오폴트 1세와 팔츠노이부르크의 엘레오노레 막달레네의 딸로 태어났으며, 오빠로는 요제프 1세와 카를 6세가 있다. 그녀는 1708년 10월 27일 이종사촌인 주앙과 결혼하였고 여섯 명의 자녀를 두었다. 1742년 주앙이 뇌졸중에 걸리자 그를 대신해 국무를 돌보기도 했다. 1754년 리스본에서 죽어 그곳에 묻혔으나 심장은 빈의 황실 납골당에 안치되었다.

## 자녀
- 바르바라(1711~1758) 스페인 왕비
- 페드루(1712~1714)
- 주제(1714~1777) 포르투갈 국왕
- 카를루스(1716~1736)
- 페드루 3세(1717~1786) 포르투갈 여왕 마리아 1세의 부군
- 알렉산데르(1723~1728)

| 전임 팔츠의 마리 조피 | 포르투갈 왕비 1708년 10월 27일 ~ 1750년 7월 31일 | 후임 스페인의 마리아나 비토리아 |